# Русин, Сергей Александрович
Серге́й Алекса́ндрович Ру́син (31 октября 1959) — советский пловец, заслуженный мастер спорта СССР (1979), чемпион XXII Олимпийских игр (1980) в эстафете 4×200 м вольным стилем (в финальном заплыве не участвовал). Специализация на 200, 400 и 1500 м в/с. Выступал за спортивный клуб «Локомотив» (Москва).
Выступал в соревнованиях по плаванию за ДСО «Зенит». Тренеры — Е. Н. Губенко, заслуженный тренер СССР И. М. Кошкин. Серебряный призёр первенства мира (1978), 2-кратный чемпион Европы (1977), Обладатель Кубка Европы (1976), Чемпион Всемирной универсиады, 4-кратный чемпион СССР (1977, 1978, 1979), Многократный призёр первенств СССР.

## Биография
Родился в Ленинграде.
- 1976 — окончил 62-ю общеобразовательную школу-интернат спортивного профиля. Одноклассник Л. Г. Колотило.
- 1981 — закончил ГДОИФК им. Лесгафта
- 1981—1986 — Тренер СДЮШОР «Экран».
- 1986—1992 — Государственный тренер Спорткомитета по Ленинграду и Ленинградской области.

Проживает в Санкт-Петербурге.